# Aspidoscelis tigris
Aspidoscelis tigris là một loài thằn lằn trong họ Teiidae. Loài này được Baird & Girard mô tả khoa học đầu tiên năm 1852.

## Hình ảnh

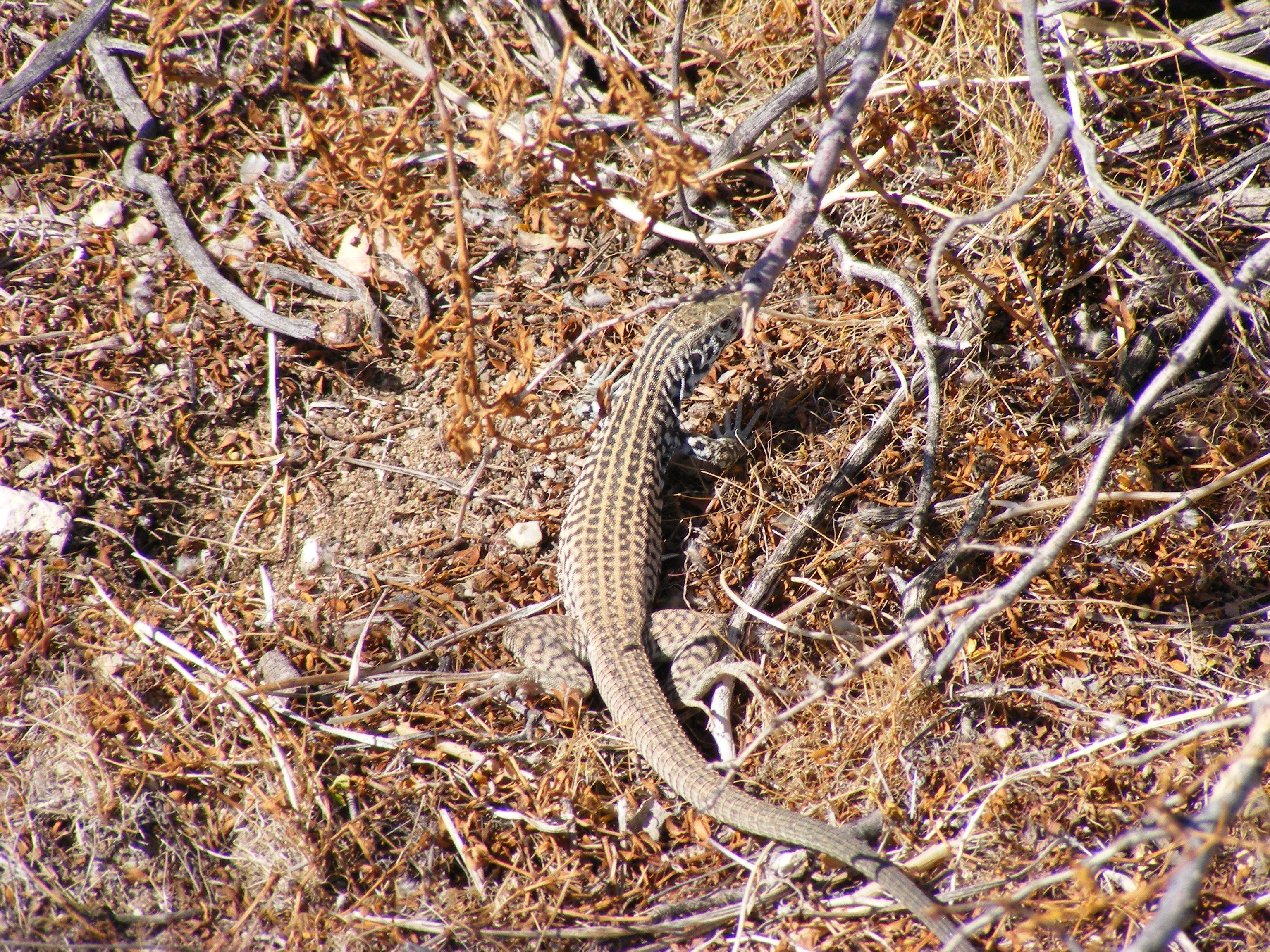
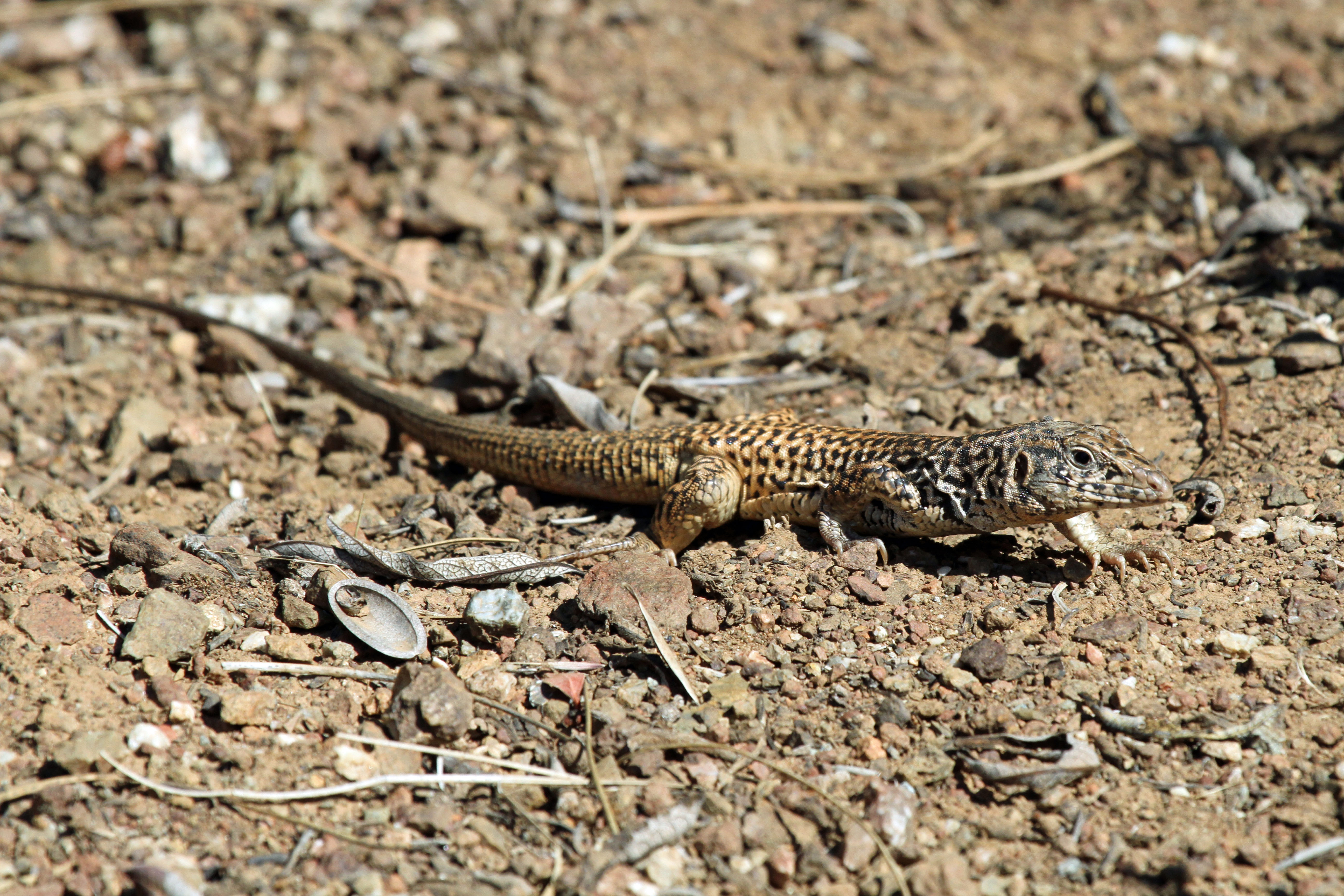
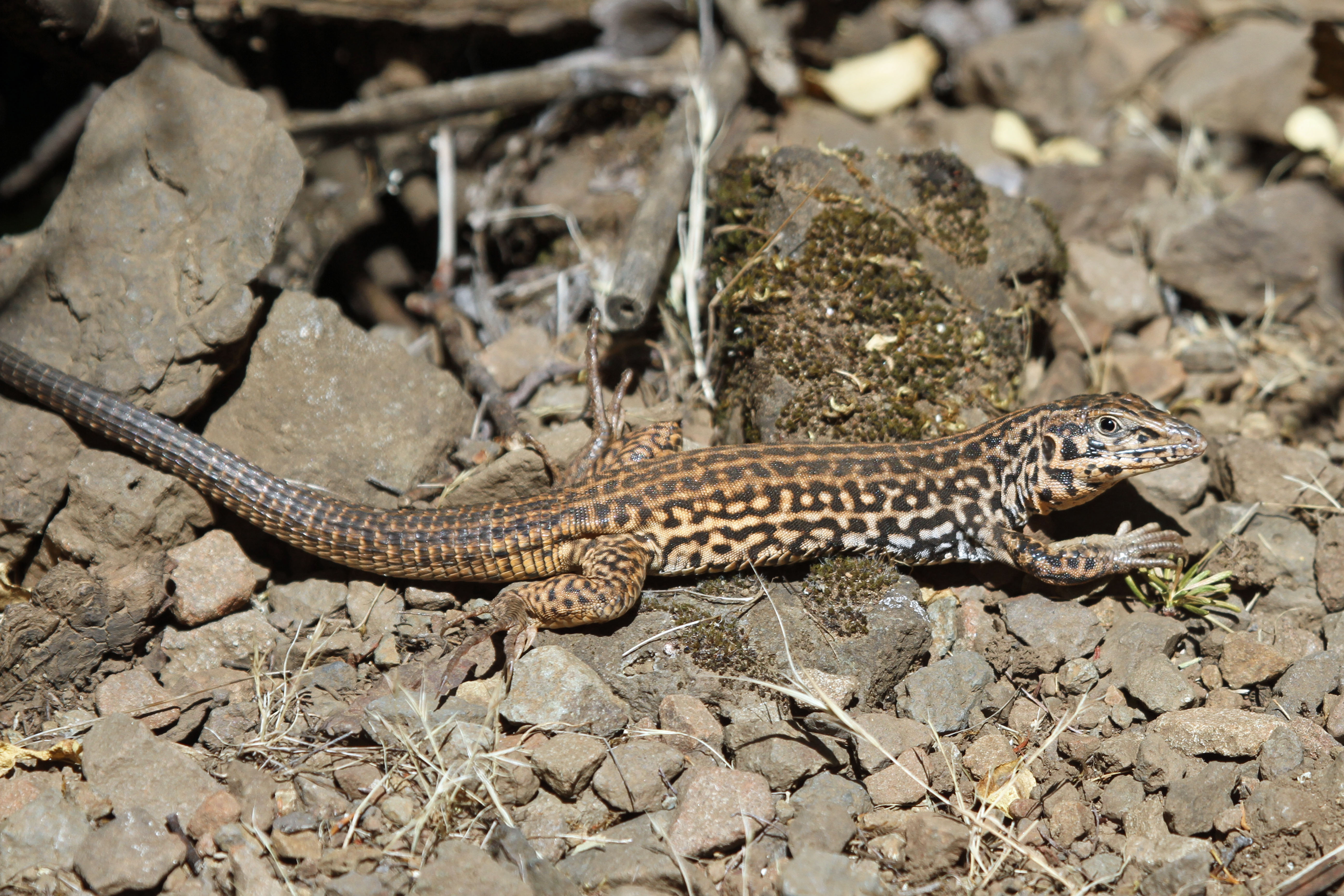
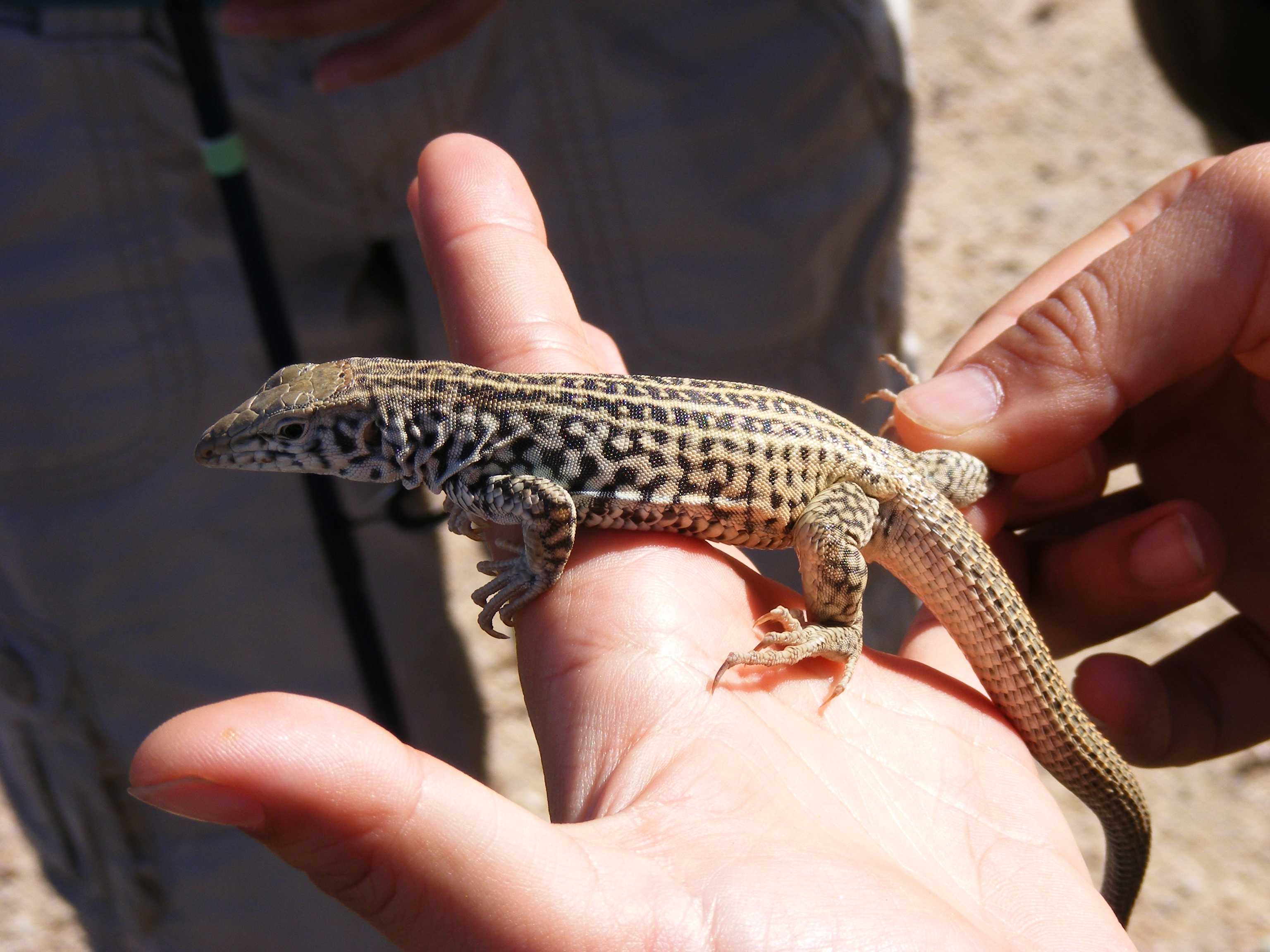